# Allman and Woman
Allman and Woman var en musikgrupp bestående av Cher och Gregg Allman kring tiden för deras korta äktenskap. De gav ut en skiva, Two the Hard Way, 1977, som var ett misslyckande både vad gäller kritikermottagande och försäljningssiffror. 

## Diskografi
Album
- 1977 - Two The Hard Way

Singlar
- 1977 - Move Me / Love Me
- 1977 - You've Really Got A Hold On Me / Move Me